# Caifanes 2011-2012 Tour
Caifanes 2011- 2012 Tour, es el nombre de la gira musical de la banda mexicana Caifanes, que comenzó a partir de su reunión el 9 de abril de 2011, a 16 años de su disolusión en 1995.

## Antecedentes
A 15 años de desintegración de la banda a causa de problemas profesionales entre Saúl Hernández y Alejandro Marcovich, se dio a conocer el 14 de diciembre de 2010, que ambos se habían reconciliado y se planeaba un recital para la edición el festival Vive Latino 2011.». Después, se confirmaría la fecha para su participación en Coachella y la formalización de la gira durante la segunda mitad de 2011 y su continuación a mediados de 2012.

## Fechas
| Fecha                    | Ciudad               | País           | Recinto                            |
| ------------------------ | -------------------- | -------------- | ---------------------------------- |
| Norteamérica             |                      |                |                                    |
| 9 de abril de 2011       | Ciudad de México     | México         | Foro Sol                           |
| 17 de abril de 2011      | Indio                | Estados Unidos | Empire Polo Club                   |
| 15 de septiembre de 2011 | Chicago              | Estados Unidos | Aragon Ballroom                    |
| 16 de septiembre de 2011 | Las Vegas            | Estados Unidos | House of Blues                     |
| 17 de septiembre de 2011 | San Diego            | Estados Unidos | Valley View Casino                 |
| 18 de septiembre de 2011 | San Francisco        | Estados Unidos | The Warfield                       |
| 20 de septiembre de 2011 | Ciudad de México     | México         | La Plaza                           |
| 23 de septiembre de 2011 | Monterrey            | México         | Teatro Banamex                     |
| 24 de septiembre de 2011 | Monterrey            | México         | Teatro Banamex                     |
| 26 de septiembre de 2011 | Ciudad Juárez        | México         | Estadio Benito Juárez              |
| 1 de octubre de 2011     | Ciudad de México     | México         | Palacio de los Deportes            |
| 2 de octubre de 2011     | Ciudad de México     | México         | Palacio de los Deportes            |
| 4 de octubre de 2011     | Ciudad de México     | México         | Palacio de los Deportes            |
| 7 de octubre de 2011     | Puebla               | México         | Estadio Hermanos Serdán            |
| 8 de octubre de 2011     | Guadalajara          | México         | Arena VFG                          |
| 9 de octubre de 2011     | Guadalajara          | México         | Arena VFG                          |
| 12 de octubre de 2011    | Hammerstein Ballroom | Estados Unidos | Nueva York                         |
| 14 de octubre de 2011    | Nokia L.A. Live      | Estados Unidos | Los Ángeles                        |
| 15 de octubre de 2011    | Nokia L.A. Live      | Estados Unidos | Los Ángeles                        |
| 19 de octubre de 2011    | Acapulco             | México         | Auditorio Imperial                 |
| 22 de octubre de 2011    | Tuxtla Gutiérrez     | México         | Estadio de Fútbol Flor de Sospo    |
| 25 de octubre de 2011    | Querétaro            | México         | Estadio Municipal                  |
| 26 de octubre de 2011    | León                 | México         | Estadio Domingo Santana            |
| 29 de octubre de 2011    | San Luis Potosí      | México         | Estadio de Béisbol 20 de Noviembre |
| 30 de octubre de 2011    | Torreón              | México         | Estadio Revolución                 |
| 3 de noviembre de 2011   | Hermosillo           | México         | Expo Forum                         |
| 26 de noviembre de 2011  | Mexicali             | México         | FEX                                |
| 3 de diciembre de 2011   | Mexicali             | México         | Estadio Carlos Iturralde Rivero    |
| 10 de diciembre de 2011  | Ciudad de México     | México         | Palacio de los Deportes            |
| 11 de diciembre de 2011  | Ciudad de México     | México         | Palacio de los Deportes            |
| 17 de marzo de 2012      | Veracruz             | México         | Cumbre Tajín                       |
| Sudamérica               |                      |                |                                    |
| 30 de marzo de 2012      | Bogotá               | Colombia       | Festival Estéreo Picnic            |
| Norteamérica             |                      |                |                                    |
| 26 de mayo de 2012       | Ciudad de México     | México         | Foro Sol                           |
| 1 de junio de 2012       | Oakland              | Estados Unidos | Fox Theater                        |
| 16 de junio de 2012      | Tijuana              | México         | Estadio Caliente                   |
| 21 de junio de 2012      | Ciudad de México     | México         | Auditorio Nacional                 |
| 22 de junio de 2012      | Ciudad de México     | México         | Auditorio Nacional                 |
| 24 de septiembre de 2012 | Zacatecas            | México         | Estadio Francisco Villa            |
| 28 de septiembre de 2012 | Mexicali             | México         | Isla de las estrellas              |
| 30 de septiembre de 2012 | Guadalajara          | México         | Parque Trasloma                    |
| 5 de octubre de 2012     | Tlaxcala             | México         | Estadio "Tlahuicole"               |
| 6 de octubre de 2012     | Querétaro            | México         | Centro de convenciones             |
| 7 de octubre de 2012     | Tlanepantla          | México         | Centro de convenciones             |
| 20 de octubre de 2012    | Guanajuato           | México         | Parque la Yerbabuena               |
| Centroamérica            |                      |                |                                    |
| 26 de octubre de 2012    | Guatemala            | Guatemala      | Forum Mundo de Guatemala           |
| 27 de octubre de 2012    | Panamá               | Panamá         | Figali Convention Center           |
| 28 de octubre de 2012    | Heredia              | Costa Rica     | Palacio de los Deportes de Heredia |
| Norteamérica             |                      |                |                                    |
| 9 de noviembre de 2012   | Monterrey            | México         | Parque Diego Rivera                |
| 30 de noviembre de 2012  | Puebla               | México         | Recinto Ferial                     |